# 棲蘭山杜鵑
棲蘭山杜鵑（学名：Rhododendron chilanshanense）为杜鵑花科杜鵑花屬下的一个种。

## 扩展阅读
- 維基物種上的相關：棲蘭山杜鵑